# Aart Vierhouten
Aart Vierhouten, född 19 mars 1970 i Ermelo, är en professionell nederländsk tävlingscyklist på bana och landsväg. Han avslutade sin karriär efter säsongen 2009. Under sitt sista år som professionall tävlade han för det nederländska stallet Vacansoleil Pro Cycling Team. Vierhouten var professionell cyklist under 14 säsonger.
Vierhouten blev professionell med Rabobank 1996 och tävlade med det nederländska stallet till vintern 2001. Inför säsongen 2002 valde han att cykla för Lotto-Adecco, som senare blev Davitamon-Lotto under fem år. Han fortsatte sedan till Skil-Shimano och tävlade med dem under tvåa år innan han blev kontrakterad av det P3 Transfer-Batavus under ett år. När P3 Transfer-Batavus lade ned sin sponsorverksamhet efter säsongen 2008 valde campingföretaget Vacansoleil att bilda ett lag med bland annat de forna cyklisterna från P3 Transfer-Batavus och det nya stallet startade 2009 under namnet Vacansoleil Pro Cycling Team.

## Amatörkarriär
Aart Vierhouten slutade trea på Caraco Omloop 1990. Två år senare slutade han trea på Ronde van West-Vlaanderen och etapp 3 av Niederoesterreich Rundfahrt. Han slutade på andra plats på etapp 7a av Olympia's Tour 1992 bakom spanjoren Angel Edo.
Året därpå vann nederländaren Drielandenomloop. Han slutade på tredje plats på etapp 7 av Olympia's Tour innan han vann Tour de Liège framför Marc Streel och Marc Janssens. På Tour de Lièges andra etapp slutade Vierhouten på tredje plats bakom Marcel Van Der Vliet och Wim Vervoort. Aart Vierhouten vann Internatie Reningelst 1993 framför Kurt Van De Wouwer och Joona Laukka. Nederländaren vann också etapp 2 av amatörtävlingen Tour du Hainaut.
Under säsongen 1994 vann Aart Vierhouten etapp 1 och 9 av Tour de la Région Wallonne.
Aart Vierhouten slutade tvåa på Eurode Omloop och Schaal Sels 1995. Han slutade trea på etapp 8a av Olympia's Tour. Han slutade också trea på Internatie Reningelst bakom Jeremy Hunt och Stefaan Vermeersch. På amatörtävlingen Omloop der Vlaamse Gewesten slutade Aart Vierhouten på tredje plats bakom Johan De Geyter och Geert Omloop.

## Professionell karriär

### Rabobank
Aart Vierhouten började sin professionella karriär 1996 med det nederländska stallet Rabobank. Under sitt första år vann han Rund um Rhede. Han vann också etapp 7 av Teleflex Tour framför Anthony Theus och Gert Vanderaerden.
Året därpå vann han etapp 2 av Rheinland-Pfalz Rundfahrt framför Frank Høj och Ole Sigurd Simensen. På Hofbrau Cup 1997 slutade nederländaren på tredje plats.
Under säsongen 1998 slutade han tvåa på Grote 1-Mei Prijs bakom Frank Høj. Han slutade trea på etapp 3 av Route du Sud bakom Jaan Kirsipuu och Erik Zabel. Dagen därpå slutade han på andra plats på etapp 4 bakom Erik Zabel. Under säsongen körde han Tour de France 1998 och han slutade på 88:e plats på tävlingen.
Säsongen 1999 var resultatlös när det gällde professionella tävlingar, men han slutade på tredje plats på flera uppvisningslopp. Säsongen därpå slutade han på andra plats på Nationale Sluitingsprijs bakom Steven de Jongh. På etapp 3a av Ronde van Nederland slutade Aart Vierhouten på tredje plats bakom Robert Hunter och Fabrizio Guidi. Under säsongen cyklade han Giro d'Italia och på etapp 6 av tävlingen slutade han på tionde plats. Han vann senare under säsongen Groningen-Münster framför Raymond Meijs och Marcus Ljungqvist.
Vierhouten slutade på andra plats på Schaal Sels bakom Paul van Hyfte. Angel Edo vann etapp 1 av GP Mosqueteiros-Rota do Marquês 2001 strax framför Aart Vierhouten. Dagen därpå slutade Vierhouten på tredje plats på etapp 2 av tävlingen bakom Isaac Gálvez Lopez och David Fernández Domingo. Vierhouten slutade på tredje plats på Zottegem-Dr Tistaertprijs 2001.

### Lotto
Aart Vierhouten fortsatte sin karriär i Lotto-Adecco under säsongen 2002. Laget bytte ofta namn, men han stannade med Lotto-stallet till slutet av 2005. Han slutade på sjunde plats på etapp 4 av Giro d'Italia 2002 bakom Robbie McEwen, Mario Cipollini, Enrico Degano, Graeme Brown, Alessandro Petacchi och Fabrizio Guidi. På etapp 18 av tävlingen slutade han på åttonde plats bakom Mario Cipollini, Alessandro Petacchi, René Haselbacher, Lars Michaelsen, Massimo Strazzer, Mariano Piccoli och Fabio Sacchi. Även på etapp 20 av tävlingen slutade nederländaren på åttonde plats. Under året körde han också Tour de France 2002 men lämnade tävlingen efter etapp 7.
Under säsongen 2003 körde han Giro d'Italia, men var återigen tvungen att lämna tävlingen innan den avslutats. Han kom tillbaka i november för att ta bronsmedalj i de nederländska nationsmästerskapens dernylopp bakom Matthé Pronk och Patrick Kops.
Aart Vierhouten slutade på tredje plats på etapp 20 av Giro d'Italia 2004 bakom Alessandro Petacchi och Marco Zanotti. Han lämnade Tour de France 2004 efter etapp 15.
Han slutade på tredje plats på Tour of Qatars fjärde etapp bakom Mario Cipollini och Tom Boonen. Han cyklade Giro d'Italia 2005 men lämnade tävlingen efter etapp 12. På Omloop Wase Scheldeboorden 2005 slutade nederländaren på tredje plats bakom Niko Eeckhout och Michael Blanchy.

### Skil-Shimano
Aart Vierhouten gick vidare till det nederländsk-japanska stallet Skil-Shimano inför säsongen 2006. Han slutade på andra plats på GP Rudy Dhaenens 2006 bakom Filip Meirhaeghe. På E3 Prijs Vlaanderen slutade han på tredje plats bakom Boonen och Alessandro Ballan. Aart Vierhouten vann Profronde van Fryslân och etapp 1 av Ster Elektrotoer. På etapp 2 av Tour of Britain 2006 slutade han på andra plats bakom Roger Hammond. På etapp 5 av tävlingen slutade Aart Vierhouten på tredje plats bakom Francesco Chicchi och Mark Cavendish. Tillsammans med Kenny van Hummel tog Aart Vierhouten bronsmedaljen i de nederländska banmästerskapens madisonlopp.
Under säsongen 2007 slutade Aart Vierhouten på andra plats på Nokere Koerse bakom Léon van Bon. Tillsammans med tysken Andreas Beikirch slutade nederländaren på andra plats på sexdagarsloppet i Zuidlaren bakom Bruno Risi / Franco Marvulli.

### P3 Transfer-Batavus
Under säsongen 2008 vann Aart Vierhouten den nederländska tävlingen Ronde van Zuid-Friesland. Han slutade på tredje plats på etapp 5 av Olympia's Tour. Han slutade trea på etapp 3 av Vuelta a Castilla y León under året. Under året cyklade han de Olympiska sommarspelen 1996 i Atlanta för det nederländska laget.

### Vacansoleil
Aart Vierhouten cyklade för Vacansoleil Pro Cycling Team under säsongen 2009. Han slutade på femte plats på etapp 1 av Tour Méditerranéen bakom Jaŭhen Hutarovitj, Jimmy Casper, Robert Hunter och Mathieu Drujon. Han slutade trea på Ronde van het Groene Hart bakom Geert Omloop och Graeme Brown. Vierhouten slutade senare under säsongen på femte plats på GP Rik Van Steenbergen bakom Niko Eeckhout, Stefan Van Dijk, Steven de Jongh och Kenny Dehaes. Han tog också hem femte platsen på den belgiska tävlingen Omloop van het Houtland. Under säsongen berättade Aart Vierhouten att han tänkte avsluta sin karriär efter säsongen 2009.

## Meriter
1994
1:a, etapp 1, Tour de la Région Wallonne
1:a, etapp 9, Tour de la Région Wallonne
1996
1:a, etapp 7, Teleflex Tour
1997
1:a, etapp 2, Rheinland-Pfalz Rundfahrt
8:a, Paris-Tours
15:e, Världsmästerskapen - linjelopp
1999
10:e, Paris-Tours
2000
1:a, Groningen - Münster
2001
3:a, Grote Prijs Stad Zottegem – Tistaertprijs
2003
3:a, Nationsmästerskapen - derny
2004
3:a, etapp 20, Giro d'Italia 2004
2006
1:a, etapp 1, Ster Elektrotoer
1:a, Profronde van Fryslân
3:a, E3 Prijs Vlaanderen
3:a, Nationsmästerskapen - madison (med Kenny Van Hummel)
2007
2:a, Nokere Koerse
2008
1:a, Ronde van Zuid-Friesland
3:a, etapp 5, Olympia's Tour
2009
3:a, Ronde van het Groene Hart

## Stall
- 1996-2001 Rabobank
- 2002 Lotto-Adecco
- 2003-2004 Lotto-Domo
- 2005 Davitamon-Lotto
- 2006-2007 Skil-Shimano
- 2008 P3 Transfer-Batavus
- 2009 Vacansoleil Pro Cycling Team